# Madame Ballet

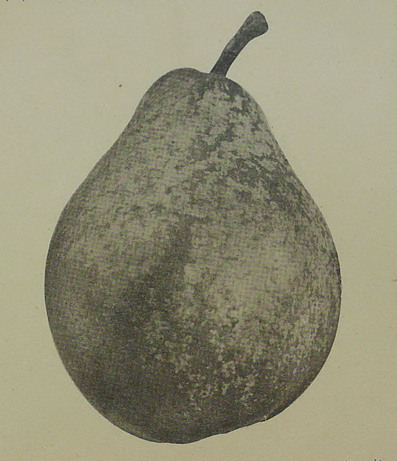
Mme Ballet (poire), autre vue en noir et blanc.

‘Madame Ballet’ est un cultivar de poire obtenu en France, en 1894, par M. Ballet, pépiniériste à Parenty, près de Neuville-sur-Saône (Rhône), qui la mit au commerce en 1894.

## Arbre
Rameaux minces et longs, fauve verdâtre ; à lenticelles petites, peu nombreuses, blanchâtres.
Yeux gros, ovoïdes, écartés du rameau.
Culture : toutes les formes conviennent à cette excellente variété, même la tige où, malgré la vigueur, la mise à fruits est rapide par une taille moyenne ou courte.
Résistante à la tavelure du poirier, cette variété devrait être répandue en culture intensive. Elle ne semble pas s'être acclimatée dans la région parisienne malgré la sélection de sujets et de greffons dont elle a été l'objet.

### Fruit
Fruit : gros, ovoïde ou turbiné, ventru, renflé au milieu, un peu bosselé en son pourtour.
Pédicelle moyen, droit ou arqué, renflé au point d'attache, implanté obliquement dans une cavité régulière peu profonde.
Œil petit, fermé, dans une cavité peu profonde légèrement bosselée.
Chair blanche, jaunâtre, fine, juteuse, sucrée, parfumée.
Qualité : très bonne.
Maturité de janvier à mars.
C'est un fruit d'amateur et de commerce.